# Nam Đông Hà
Nam Đông Hà là một phường thuộc tỉnh Quảng Trị, Việt Nam được thành lập ngày 1 tháng 7 năm 2025 trong đợt cải cách thể chế Việt Nam 2024–2025 dựa trên sự sáp nhập của các đơn vị hành chính cũ bao gồm Phường 2 (thành phố Đông Hà), Phường 5, Phường Đông Lễ, Phường Đông Lương